# Ferrocarril Elèctric de Tòquio-Hachiōji
El Ferrocarril Elèctric de Tòquio-Hachiōji, més conegut pel nom abreujat de Keiō (京王電鉄, Keiō Dentetsu) és una companyia privada de ferrocarrils a l'àrea metropolitana de Tòquio, Japó. La xarxa dels ferrocarrils Keiō connecta la regió del Tòquio Occidental i el municipi de Sagamihara (a la prefectura de Kanagawa) amb l'estació de Shinjuku, al centre de Tòquio.
El predecessor més antic de la companyia fou el Ferrocarril Elèctric del Japó (日本電気鉄道, Nippon Denki Tetsudō), fundat l'any 1905. L'any 1906 la companyia canvià el seu nom pel de Ferrocarril Elèctric de Musashi (武蔵電気鉄道, Musashi Denki Tetsudō) i, l'any 1910 tornà a canviar el seu nom pel de Tramvia Elèctric de Tòquio-Hachiōji (京王電気軌道, Keiō Denki Kidō). Començà a operar per primera vegada l'any 1913 entre les estacions de Sasazuka i Chōfu. Ja a l'any 1923, la companyia havia completat la suea principal línia ferroviària (coneguda actualment com línia Keiō) entre Shinjuku i Hachiōji. El tram de línia entre Fuchū i Hachiōji era inicialment de d'1,067 mm d'amplada, ja que havia estat planejat pel Ferrocarril Elèctric del Sud de Tama (玉南電気鉄道, Gyokunan Denki Tetsudō), però més tard fou actualitzat a l'ample comú d'1,372 mm. La línia Inokashira començà a operar l'any 1933 com una companyia independent, el Ferrocarril Elèctric de la Capital Imperial (帝都電鉄, Teito Dentetsu). L'any 1940, aquesta companyia va fussionar-se amb el Ferrocarril Elèctric Exprés d'Odawara u Odakyū i, l'any 1942, la companyia resultant de la fusió de 1940 fou integrada per ordre del govern central en el Ferrocarril Elèctric Exprés de Tòquio (東京急行電鉄, Tōkyō Kyūkō Dentetsu), més coneguda actualment com a Tōkyū. L'any 1947, els accionistes de la Tōkyū van decidir van decidir separar les línies Keiō i Inokashira en una nova empresa, el Ferrocarril Elèctric Keiō-Teito (京王帝都電鉄, Keiō Teito Dentetsu) en honor als noms de les antigues companyies. L'any 1998 l'empresa llevà el nom de "Teito", passant a ser el Ferrocarril Elèctric de Tòquio-Hachiōji (京王電鉄, Keiō Dentetsu) o simplement Keiō tot i que encara es pot vore les sigles "KTR" en diversos llocs.

## Línies
| Color i icona | Color i icona | Nom                   | Nom original | Inici         | Final                | Llargaria | Estacions |
| ------------- | ------------- | --------------------- | ------------ | ------------- | -------------------- | --------- | --------- |
| Magenta       |               | Línia Keiō            | 京王線       | Shinjuku      | Keiō-Hachiōji        | 37,9 km   | 32        |
| Magenta       |               | Línia Keiō Sagamihara | 京王相模原線 | Chōfu         | Hashimoto            | 22,6 km   | 12        |
| Magenta       |               | Línia Keiō Takao      | 京王高尾線   | Kitano        | Takaosanguchi        | 8,6 km    | 7         |
| Blau          |               | Línia Keiō Inokashira | 京王井の頭線 | Shibuya       | Kichijōji            | 12,7 km   | 17        |
| Magenta       |               | Nova línia Keiō       | 京王新線     | Shinjuku      | Sasazuka             | 3,6 km    | 4         |
| Magenta       |               | Línia Keiō Dōbutsuen  | 京王動物園線 | Takahatafudō  | Tama-Dōbutsukōen     | 2,0 km    | 2         |
| Magenta       |               | Línia Keiō Keibajō    | 京王競馬場線 | Higashi-Fuchū | Fuchūkeiba-seimommae | 0,9 km    | 2         |
| Total:        | Total:        | Total:                | Total:       | Total:        | Total:               | 88,3 km   | n/a       |

## Parc mòbil
| Sèrie 1000 II | Sèrie 5000 II | Sèrie 7000  |
| ------------- | ------------- | ----------- |
|               |               |             |
| Des de 1996   | Des de 2017   | Des de 1984 |
| Sèrie 8000    | Sèrie 9000    |             |
|               |               |             |
| Des de 1992   | Des de 2001   |             |